# Euphrasia grandiflora
Euphrasia grandiflora (Hochst. ex Seub., 1844) é uma espécie de planta herbácea perene, com grandes flores vistosas (daí o nome específico de grandiflora), pertencente à família Orobanchaceae, endémica nos Açores, onde ocorre nas ilhas do Pico, São Jorge e Terceira, sendo considerada extinta na ilha do Faial. A espécie encontra-se protegida pela Convenção de Berna e pela Diretiva Habitats. Em conjunto com a Euphrasia azorica, endémica nas ilhas do Grupo Ocidental e com a qual é estreitamente aparentada, constitui um dos mais raros endemismos açorianos.

## Descrição
Planta herbácea perene, mas de vida curta, de caules erectos ou ascendentes, muito ramificados na base, que podem atingir os 40 cm de altura. São frequentes os ramos desfoliados, indicativos da natureza perene da planta.
As folhas são opostas, de pecíolo curto, limbo orbicular a obovado, 10–20 mm de comprimento, com margem dentada, com dentes curtos e obtusos, e nervuras em leque. As folhas são glabras a esparsamente pilosas na face superior, ásperas e pilosas, em especial nas nervuras, na face inferior. O aspecto da folhagem faz com que as folhas aparentem ser pequenas face à dimensão da planta, adquirindo um hábito pinulado e quase aderente aos caules.
As brácteas são similares às folhas, mas apresentam dimensões consideravelmente menores, face superior lisa e face inferior consideravelmente menos pilosa. As margens apresentam até 12 pares de dentes obtusos a sub-agudos. Os ramos, folhas e brácteas enegrecem quando secam.
As flores são comparativamente grandes, vistosas, com cálice de 5–8,5 mm de comprimento, campanulado, tetra-lobado, viloso nos seios. A corola é branca, com 13–20 mm de comprimento, laivos purpurescentes ou lilás, nervuras arroxeadas e manchas amarelas no lábio inferior e no fundo da campânula. As pétalas são fundidas na base, formando uma campânula assimétrica, com o lábio superior galeado; o lábio inferior é mais longo, aplanado e patente, formando uma estrutura trilobada com margens crenuladas, formando em cada lobo dois sub-lobos obtusos. Os estames são quatro, agrupados em dois pares de comprimentos diferentes (didínamos). Pistilo com estigma capitado, ovário com lóculos paralelos e assimétricos. Produz uma cápsula cordiforme, com 6–8 mm de comprimento, que na maturação se abre longitudinalmente, libertando numerosas sementes, cinzentas a negras, com 1,0–1,5 mm de comprimento.

## Habitat e ecologia
O habitat da Euphrasia grandiflora está reduzido a pequenas bolsas em áreas de montanha (600 a 1200 m de altitude) nas ilhas do Grupo Central, onde ocorre em clareiras de matos dominados por Erica azorica ou por Juniperus brevifolia. Aparece em geral associada a formações de prado natural ou semi-natural, rico em herbáceas, sobre solos delgados e bem drenados, em geral com elevados declives, formados sobre as margens de escoadas lávicas ou nos bordos de crateras.
Sendo uma espécie hemiparasítica radicular, provavelmente explora as raízes das plantas vizinhas, razão pela qual aparece sempre associada a gramíneas endémicas (Festuca francoi, Deschampsia foliosa e Holcus rigidus), várias leguminosas nativas e algumas compostas endémicas (Tolpis azorica, Lactuca watsoniana, Leontodon filii e Leontodon rigens).
O carácter parasítico da planta torna-a dependente do seu habitat natural e da consossiação com as espécies cujas raízes explora, o que dificulta a sua cultura e as medidas de conservação da espécie, a qual não pode ser equacionada isoladamente
A planta foi descrita a partir de um holótipo recolhido na ilha do Pico, onde resta uma população residual no flanco nordeste da Montanha do Pico (em pequenas crateras a uma altitude de 700–900 m), e foi dada como existente na ilha do Faial, mas ao longo do último meio século não foi possível localizar qualquer população naquela ilha pelo que se presume localmente extinta. A população da ilha de São Jorge é a mais importante, centrando-se nas pastagens altas (800–1050 m de altitude) em torno do Pico da Esperança, onde é localmente abundante. Na Terceira foi encontrada uma única população, com um número reduzido de indivíduos, no flanco leste da Serra de Santa Bárbara.
Estima-se que a população total da espécie não ultrapasse os 2 000 indivíduos, na sua maioria dispersos ao longo da cumeeira da Área Protegida do Pico da Esperança e Planalto Central de São Jorge (Área Protegida para a Gestão de Habitats ou Espécies do Pico da Esperança e Planalto Central de São Jorge, com a designação de SJO05 no Parque Natural de São Jorge). A população está em declínio, tendo desaparecido nos últimos 20 anos algumas das populações mais pequenas e acessíveis.